# 318

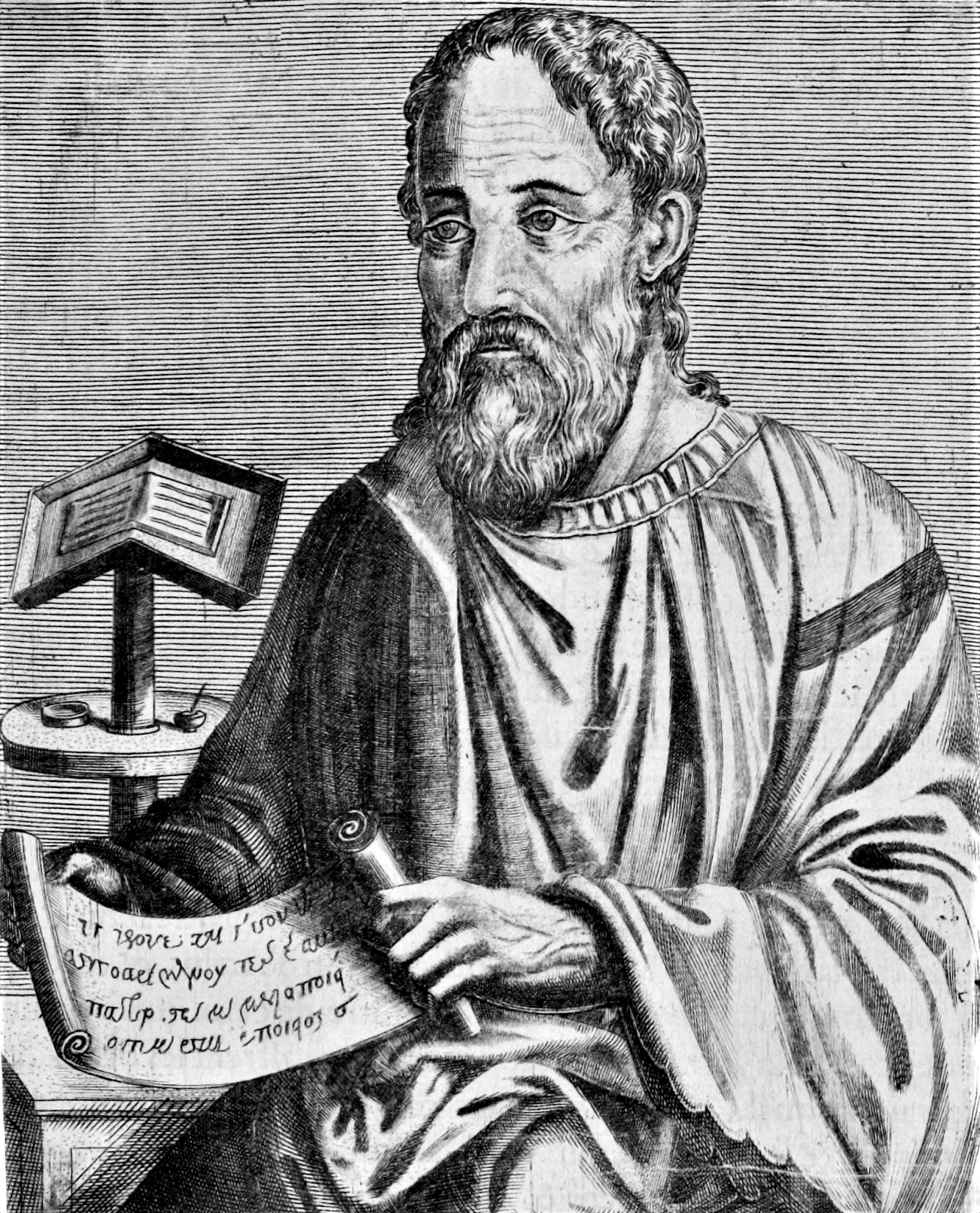
Eusebius van Caesarea

Het jaar 318 is het 18e jaar in de 4e eeuw volgens de christelijke jaartelling.

## Gebeurtenissen

### Christendom
- Arius, stichter van het arianisme, begint in Alexandrië met de verkondiging van zijn leer. Volgens zijn opvattingen gelooft hij niet dat Jezus die "geschapen" is, de zoon van God ook God zelf is. Hij verzet zich tegen de erkenning van de Drie-eenheid en krijgt steun van bisschop Eusebius van Caesarea.
- Gregorius de Verlichter treedt af en draagt de leiding van de Armeens-Apostolische Kerk over aan zijn zoon Aristakes. Hij trekt zich terug in een klooster.

## Overleden
- Jin Mindi, keizer van het Chinese Keizerrijk